# 複合遺産 (世界遺産)
ユネスコが登録する世界遺産は、その特質に応じて「文化遺産」「自然遺産」「複合遺産」に分類されている。この項目では、そのうち「複合遺産」（ふくごういさん）について扱う。

## 概要
複合遺産は「文化遺産」「自然遺産」それぞれの登録基準のうち、少なくとも一項目ずつ以上が適用された物件をいう。言い換えれば、一帯の自然環境と、そこでの人間の文化的営為が、ともに顕著に普遍的な価値を有するものと認定されることが必要である。
登録基準の適用は、バンディアガラの断崖（マリ）やウィランドラ湖群地域（オーストラリア）のように、文化・自然とも一項目ずつ登録基準を満たしているにとどまるものもあれば、タスマニア原生地域（オーストラリア）や泰山（中国）のように7項目を満たすものもある。ただし、登録基準10項目全てを満たす物件は2025年時点では存在しない。
1992年以降「世界遺産条約履行のための作業指針」に盛り込まれた「文化的景観」の概念と重複する側面もあるが、一致はしない。

## 複合遺産の一覧
複合遺産の数は、1,200件以上ある全物件数のなかで40件台と、非常に少ない。以下のリストにある「登録年」とは、「複合遺産として登録された年」を指す。文化遺産や自然遺産が後の拡大によって複合遺産になった場合、最初の登録年は括弧に入れて示してある。
| 画像 | 名称                                                                    | 保有国                  | 登録年            | 登録基準                           |
| ---- | ----------------------------------------------------------------------- | ----------------------- | ----------------- | ---------------------------------- |
|      | 泰山                                                                    | 中国                    | 1987年            | (1), (2), (3), (4), (5), (6), (7)  |
|      | 黄山                                                                    | 中国                    | 1990年            | (2), (7), (10)                     |
|      | 峨眉山と楽山大仏                                                        | 中国                    | 1996年            | (4), (6), (10)                     |
|      | 武夷山                                                                  | 中国                    | 1999年            | (3), (6), (7), (10)                |
|      | 金剛山 - 海から望む金剛石の山                                           | 北朝鮮                  | 2025年            | (3), (7)                           |
|      | チャンアンの景観関連遺産                                                | ベトナム                | 2014年            | (5), (7), (8)                      |
|      | カンチェンゾンガ国立公園                                                | インド                  | 2016年            | (3), (6), (7), (10)                |
|      | イラク南部の湿原地域:生物多様性の保護地域とメソポタミアの都市の残存景観 | イラク                  | 2016年            | (3), (5), (9), (10)                |
|      | ワディ・ラム保護区                                                      | ヨルダン                | 2011年            | (3), (5), (7)                      |
|      | セント・キルダ                                                          | イギリス                | 2005年 （1986年） | (3), (5), (7), (9), (10)           |
|      | アトス山                                                                | ギリシャ                | 1988年            | (1), (2), (4), (5), (6), (7)       |
|      | メテオラ                                                                | ギリシャ                | 1988年            | (1), (2), (4), (5), (7)            |
|      | ラポニア地域                                                            | スウェーデン            | 1996年            | (3), (5), (7), (8), (9)            |
|      | モン・ペルデュ                                                          | スペイン フランス       | 1997年            | (3), (4), (5), (7), (8)            |
|      | イビサの生物多様性と文化                                                | スペイン                | 1999年            | (2), (3), (4), (9), (10)           |
|      | ギョレメ国立公園およびカッパドキアの岩石遺跡群                          | トルコ                  | 1985年            | (1), (3), (5), (7)                 |
|      | ヒエラポリス-パムッカレ                                                 | トルコ                  | 1988年            | (3), (4), (7)                      |
|      | テ・ヘヌア・エナタ - マルキーズ諸島                                     | フランス                | 2024年            | (3), (6), (7), (9), (10)           |
|      | オフリド地域の自然・文化遺産                                            | 北マケドニア アルバニア | 1980年 （1979年） | (1), (3), (4), (7)                 |
|      | ピマチオウィン・アキ                                                    | カナダ                  | 2018年            | (3), (6), (9)                      |
|      | パパハナウモクアケア                                                    | アメリカ合衆国          | 2010年            | (3), (6), (8), (9), (10)           |
|      | ティカル国立公園                                                        | グアテマラ              | 1979年            | (1), (3), (4), (9), (10)           |
|      | カンペチェ州カラクムルの古代マヤ都市と熱帯保護林                        | メキシコ                | 2014年 （2002年） | (1), (2), (3), (4), (9), (10)      |
|      | テワカン＝クイカトラン渓谷 : メソアメリカの起源となる環境               | メキシコ                | 2018年            | (4), (10)                          |
|      | ブルー・アンド・ジョン・クロウ・マウンテンズ                            | ジャマイカ              | 2015年            | (3), (6), (10)                     |
|      | チリビケテ国立公園 - 「ジャガーのマロカ」                               | コロンビア              | 2018年            | (3), (9), (10)                     |
|      | パラチーとイーリャ・グランジの文化と生物多様性                          | ブラジル                | 2019年            | (5), (10)                          |
|      | マチュ・ピチュの歴史保護区                                              | ペルー                  | 1983年            | (1), (3), (7), (9)                 |
|      | リオ・アビセオ国立公園                                                  | ペルー                  | 1992年 （1990年） | (3), (7), (9), (10)                |
|      | タッシリ・ナジェール                                                    | アルジェリア            | 1982年            | (1), (3), (7), (8)                 |
|      | エネディ山地の自然的・文化的景観                                        | チャド                  | 2016年            | (3), (7), (9)                      |
|      | ロペ＝オカンダの生態系と残存する文化的景観                              | ガボン                  | 2007年            | (3), (4), (9), (10)                |
|      | ンゴロンゴロ保全地域                                                    | タンザニア              | 2010年 （1979年） | (4), (7), (8), (9), (10)           |
|      | バンディアガラの断崖（ドゴン人の土地）                                  | マリ                    | 1989年            | (5), (7)                           |
|      | マロティ＝ドラケンスバーグ公園                                          | 南アフリカ共和国 レソト | 2000年            | (1), (3), (7), (10)                |
|      | カカドゥ国立公園                                                        | オーストラリア          | 1981年            | (1), (6), (7), (9), (10)           |
|      | ウィランドラ湖群地域                                                    | オーストラリア          | 1981年            | (3), (8)                           |
|      | タスマニア原生地域                                                      | オーストラリア          | 1982年            | (3), (4), (6), (7), (8), (9), (10) |
|      | ウルル＝カタ・ジュタ国立公園                                            | オーストラリア          | 1994年 （1987年） | (5), (6), (7), (8)                 |
|      | トンガリロ国立公園                                                      | ニュージーランド        | 1993年 （1990年） | (6), (7), (8)                      |
|      | ロックアイランド群と南ラグーン                                          | パラオ                  | 2012年            | (3), (5), (7), (9), (10)           |